# Nailhac
Nailhac – miejscowość i gmina we Francji, w regionie Nowa Akwitania, w departamencie Dordogne.
Według danych na rok 1990 gminę zamieszkiwało 299 osób, a gęstość zaludnienia wynosiła 15 osób/km² (wśród 2290 gmin Akwitanii Nailhac plasuje się na 881. miejscu pod względem liczby ludności, natomiast pod względem powierzchni na miejscu 531.).